# John Clements Wickham
Pour les articles homonymes, voir Wickham.
John Clements Wickham, né le 21 décembre 1798 et mort le 6 janvier 1864, est un officier de marine et magistrat anglais. Il a été l'un des lieutenants du HMS Beagle durant son deuxième voyage, entre 1831 et 1836. C'est ce voyage, auquel il prit part, que le jeune naturaliste anglais Charles Darwin décrit dans son livre Le Voyage du Beagle.

## Biographie
Wickham fut par la suite promu Capitaine, puis Commander du Beagle lors de son 3e voyage en 1837 et il fit diverses expéditions maritimes et hydrographiques le long des côtes australiennes.
En 1839, le lieutenant John Lort Stokes aperçut un port naturel le long des côtes que Wickham nomma Port Darwin en hommage à leur ancien compagnon de bord. Plus tard ce port devint une colonie qui se développa jusqu'à devenir la capitale et la ville la plus peuplée du territoire du Nord.
En 1841 Wickham tomba malade et abandonna son poste qui fut repris par Stokes, qui termina le voyage en 1843.
Wickham devint le premier représentant du gouvernement de la région de la baie Moreton, à l'entrée de Brisbane, la capitale de l'État du Queensland. Il y fut magistrat à partir de 1843.